# Vides furtives
Vides furtives (títol original: The Man Who Cried ) és una pel·lícula franco-britànica dirigida per Sally Potter, estrenada el 2000. Ha estat doblada al català.

## Argument

### Primera part: Suzie  a la URSS
URSS, 1927. Un pare amorós juga amb la seva filla Fegele, de sis anys, en un bosc rus.
Un compatriota emigrat als Estats Units visita una comunitat, en la qual tots els habitants són jueus (es tracta d'un mir jueu): els explica que als Estats Units, els jueus són lliures i no són assetjats.
El pare de Fegele marxa als Estats Units, prometent enviar diners al poble. Amb tristesa el pare ha d'abandonar la seva filla i la petita Fegele veu el seu pare  expatriar-se.
L'any 1930, la petita comunitat és exterminada, sens dubte en els inicis de la Deskulakització. Fegele,  a càrrec de dos membres de la seva família, es va escapolir precipitadament del poble, mentre té lloc un pogrom. Només s'endurà dos records de la seva història familiar: una foto engroguida del seu pare, i algunes peces d'or per fer front a despeses futures. La foto esgrogueïda seguirà Fegele durant els 11 anys següents.
El trio arriba a abandonar la URSS i a prendre un vaixell cap a la Gran Bretanya.

### Segona part: Suzie a Gran Bretanya
Fegele desembarca a Gran Bretanya. Al moll, dels funcionaris acullen els qui arriben. La noia rep el nom de Suzan (se l'anomenarà després) i va amb una família d'acollida.
Les primeres setmanes, no comprenent la llengua anglesa, està sola i desorientada. A la classe, se l'anomena « la gitana » o « la bohèmia ». Un dia, quan veu passar pel carrer una caravana de gitanes, reconeix la paraula amb la qual l'han definida: ella també, com els gitanos, és una desarrelada, una apàtrida.
La seva infantesa i adolescència tenen lloc a la Gran Bretanya. Oblida pràcticament tot de la religió dels seus pares i de la llengua Yiddish, excepte una cançó que li cantava la seva mare, en aquest cas com « Je crois entendre encore » de Georges Bizet en Yiddish.
Als 18 anys, l'any 1939, és contractada en una tropa de ballarins i de cantants, i va, com els altres membres de la tropa, a França.

### Tercera part: Suzie a França
Suzie comparteix una cambra miserable amb Lola. Aquesta última, rosa de trets eslaus, lliga amb el tenor, anomenat Dante, de la tropa teatral. No triga a esdevenir la seva amant.
Suzie, per a la seva part, d'un temperament tancat i tímid, lliga tanmateix amb Cèsar, un gitano del qual s' enamora.
Però arriben els esdeveniments tràgics: els nazis envaeixen Polònia el setembre de 1939, a continuació envaeixen França el juny de 1940. Cal fugir com una part dels parisencs, o quedar-se?
Suzie i Lola es queden a París i presencien l'arribada de la Wehrmacht.
Al cap d'algunes setmanes, els dirigents nazis es comporten com a amos de la capital.
El tenor Dante canta per als ocupants. A continuació d'una violenta disputa entre ell i Cèsar, en el transcurs de la qual Suzie s'havia posat al costat dels gitanos, Dante denuncia Suzie com a jueva.
Lola, que ha comprès que Dante no l'estimava i que anava fatalment abandonar-la, decideix forçar les coses, i més ara que Suzie està en perill de mort. Lola compra dos bitllets d'un transatlàntic per a Nova York.
Les dues joves són al paquebot. Suzie es tanca en el mutisme, ja que ha hagut d'abandonar Cèsar, que estimava profundament i la sort del qual és aleatòria.
En el transcurs de la travessa, Lola coneix un americà prou gran que la corteja. Mentre pren un bany a la piscina del vaixell, té lloc un atac de la Luftwaffe: després de l'atac de Pearl Harbor, els Alemanys han entrat en guerra contra els Estats Units. El navili s'enfonsa.
Lola mor, però Suzie es salva pels pèls.
Proveïda de l'única foto del seu pare i d'un passaport anglès, arriba com a emigrant a territori americà.

### Quarta part: Suzie als Estats Units
Suzie desembarca a Nova York. És materialment ajudada per la comunitat jueva, que l'ajuda també a trobar el seu pare. Aquest sabia que el poble jueu havia estat destruït i els seus habitants morts. A continuació, esdevé ateu, no podent donar suport a un déu que permet aquests horrors. Ha canviat el seu nom i ha marxat a viure a Califòrnia.
Coneixent la nova identitat del seu pare, Suzie va a Califòrnia.
Va al lloc de treball del seu pare; l'informen que s'ha tornat a casar, ha tingut fills, i ara es troba a l'hospital, malalt.
Suzie arriba a l'hospital: es presenta al seu pare, que la reconeix, i es dirigeix a ella amb el nom de la seva infantesa, Fegele.
De tornada, Suzie canta la cançó « Crec sentir encara » en yiddish que li havia ensenyat la seva mare.
El film s'acaba amb aquest retrobament emocionant entre una filla i el seu pare.

## Repartiment
- Christina Ricci: Fegele / Suzie
- Cate Blanchett: Lola
- Johnny Depp: Cèsar
- Harry Dean Stanton: Felix Perlman, el director del teatre
- John Turturro: Dante Dominio
- Oleg Yankovski: el pare de Suzie
- Miriam Karlin: Sra Goldstein, la conserge
- Claudia Lander-Duke: Suzie amb sis anys

- Les cançons cantades per Dante i Suzie en versió original han estat les de Salvatore Licitra i d'Iva Bittova.

## Al voltant de la pel·lícula
Anacronisme
Quan Suzie persegueix, a París, els lladres de la seva bicicleta, es pot percebre al pla posterior la torre Eiffel il·luminada. Hi ha un anacronisme, ja que la il·luminació de la torre Eiffel va començar l'any 1986.
Rodatge
- Bourne Woods, a Farnham, a Surrey
- París

Rebuda
- "És difícil ficar-se en una pel·lícula si en cap moment estàs segur de què va, i de l'única cosa del que estàs segur és que dura 100 minuts."[3]
- "Una curiosa i intrigant pel·lícula que et deixa desconcertat i més que una mica confús."[4]
- "Un pas en fals de Potter"[5]